# Chicago P.D.
Chicago P.D. è una serie televisiva statunitense creata da Dick Wolf, Derek Haas, Michael Brandt e Matt Olmstead per la NBC, trasmessa a partire dall'8 gennaio 2014. La serie è lo spin-off della serie televisiva, sempre di Dick Wolf, Chicago Fire e fa parte integrante del media franchise One Chicago.

## Trama
La serie racconta le vicende della polizia di Chicago, sia dell'unità di pattuglia sia dell'unità d'intelligence, e della loro lotta contro il crimine che affligge le strade di Chicago.

## Episodi
| Stagione            | Episodi | Prima TV originale | Prima TV Italia |
| ------------------- | ------- | ------------------ | --------------- |
| Prima stagione      | 15      | 2014               | 2014-2015       |
| Seconda stagione    | 23      | 2014-2015          | 2015-2016       |
| Terza stagione      | 23      | 2015-2016          | 2016            |
| Quarta stagione     | 23      | 2016-2017          | 2017            |
| Quinta stagione     | 22      | 2017-2018          | 2018            |
| Sesta stagione      | 22      | 2018-2019          | 2019            |
| Settima stagione    | 20      | 2019-2020          | 2020            |
| Ottava stagione     | 16      | 2020-2021          | 2021            |
| Nona stagione       | 22      | 2021-2022          | 2021-2022       |
| Decima stagione     | 22      | 2022-2023          | 2022-2023       |
| Undicesima stagione | 13      | 2024               | 2024            |
| Dodicesima stagione | 22      | 2024-2025          | 2024-2025       |

## Personaggi e interpreti

### Personaggi principali
- Hank Voight (stagione 1-in corso), interpretato da Jason Beghe, doppiato da Paolo Marchese.
È un sergente e il capo dell'Unità Intelligence del Dipartimento di Polizia di Chicago. Voight è un poliziotto tosto che finisce sempre quello che comincia, anche se significa non rispettare le regole. Tutti i criminali della città, compresi quelli di alto rango, lo temono. Dietro l'aspetto da duro Voight nasconde un cuore generoso e non esita ad aiutare i bambini o dei giovani in difficoltà usando i suoi agganci oppure usando i soldi che ricava dalle strade e che tiene nascosti in una cassaforte segreta di cui solo lui, Alvin,  Erin e Justin sono a conoscenza. La sua squadra lo rispetta, anche se è sospettato di essere corrotto, cosa che in realtà non è. Tiene ad Erin come se fosse sua figlia. Pretende sempre rispetto e sincerità dal suo team, che lui vede come una famiglia: infatti farebbe di tutto per proteggerli. Voight ha un odio immenso verso pedofili e stupratori e non esita a picchiarli o torturarli per farli confessare, pur di salvare le loro vittime e fare giustizia. Il suo defunto padre era un agente di polizia, proprio come lui. Voight fece una promessa dopo la morte del padre: avrebbe impedito a se stesso e agli altri membri della sua squadra di morire, in modo che nessuno di loro o le loro famiglie soffrissero come lui aveva sofferto per la morte di suo padre, ucciso da un criminale mentre era in servizio. Oltre ai criminali Voight è stato costretto varie volte a fronteggiare e distruggere anche i suoi colleghi di polizia, quelli spregevoli e corrotti che hanno abusato della propria autorità. Voight, come più volte ha affermato, ha come unico giudice di se stesso Dio e la città di Chicago, che protegge in ogni modo dai criminali. È rimasto vedovo di sua moglie Camille, che si scoprirà essere stata uccisa dal suo medico, che era in realtà un serial killer che avvelenava le donne con dosi eccessive di chemioterapia, facendo credere loro di avere il cancro. Voight tiene moltissimo a suo figlio Justin Voight, che ha sempre aiutato ed è riuscito, grazie ai suoi consigli, a farlo diventare migliore. Justin però viene ucciso da un criminale e sarà proprio Voight a vendicare il figlio, uccidendo il criminale senza alcuna esitazione.
- Antonio Dawson (stagioni 1-6), interpretato da Jon Seda, doppiato da Fabrizio Vidale.
È il secondo in comando dell'Intelligence. Ha una moglie e due figli, Eva e Diego, ed è il fratello di Gabriela Dawson, vigile del fuoco della Caserma 51 (proveniente dal crossover con Chicago Fire). Quando era più giovane era un teppista, ma cambiò radicalmente, iniziando a praticare il pugilato. Nonostante il suo modo di lavorare sia diverso rispetto a quello del suo capo, anche Antonio sa sporcarsi le mani se è necessario. Sua moglie Laura divorzierà da lui, sostenendo che Antonio mette un eccessivo impegno nel suo lavoro. Lascerà temporaneamente l'Intelligence, iniziando una nuova carriera come investigatore capo all'ufficio della procura, salvo poi tornare nell'unità di Voight quando quest'ultimo gli offrirà nuovamente la possibilità di rientrare nell'Intelligence. A causa di un infortunio alla spalla inizierà a diventare dipendente dai farmaci e questo lo porterà verso il declino, ma Voight lo farà internare in una clinica. Si trasferirà poi a Porto Rico, per stare vicino alla sua famiglia.
- Erin Lindsay (stagioni 1-4), interpretata da Sophia Bush, doppiata da Angela Brusa.
È un membro dell'Intelligence e partner del Detective Jay Halstead. Figlia di un galeotto e di una tossicodipendente, quando era quattordicenne faceva da informatrice a Voight; all'età di sedici anni Voight l'adottò e si prese cura di lei insieme alla moglie Camille, facendola andare al liceo. Terminato il liceo decise di entrare all'accademia di polizia; vede Voight come un padre. Crescendo con Voight ha sviluppato lo stesso codice morale del padre adottivo e non esita a supportarlo e coprirlo ogni volta che Voight deve agire secondo la sua moralità. Erin, ogni volta che a che fare con giovani vittime di pedofili o stupratori, non esita insieme a Voight a dare la caccia ai responsabili per punirli per le loro efferate azioni, in quanto rivede sé stessa e le terribili angherie e soprusi subiti da giovane dalla madre crudele senza cuore. Intraprenderà una relazione con il suo partner Jay, anche se poi si lasceranno. Si vedrà costretta ad abbandonare la squadra dopo essersi messa nei guai con la commissione disciplinare, avendo picchiato e minacciato di morte un pedofilo nella sala interrogatori; Voight però la farà entrare in una squadra dell'FBI in un'operazione anti-terrorismo, quindi lascerà Chicago.
- Jay Halstead (stagioni 1-10), interpretato da Jesse Lee Soffer, doppiato da Edoardo Stoppacciaro.
È un membro dell'Intelligence; è stato un militare nel 75th Ranger dell'Us Army per 5 anni. È uno dei pochi che occasionalmente si oppone a Voight, trovando i suoi metodi troppo discutibili, ma, nonostante tutto, tra i due è presente un forte rispetto reciproco. Jay Halstead è il fratello del dottor Will Halstead, medico del Med (proveniente dal crossover con Chicago Med). Nonostante l'amore che prova per Erin, la lascia, salvo poi cambiare idea, decidendo di chiederle di sposarlo, ma prima ancora di poterle fare la proposta Erin abbandonerà Chicago per un lavoro nell'FBI a New York. Dalla quinta stagione stringe una forte amicizia con Hailey Upton, che poi inizierà ad evolversi in amore ed i due si sposeranno. Sentendo che il lavoro nell'Intelligence lo sta cambiando in peggio, avendo più volte infranto i regolamenti per districarsi da situazioni scomode, lascia l'unità per unirsi ad una squadra speciale in una lotta al traffico di droga in Bolivia. Lui e Hailey tentano una relazione a distanza, ma poi divorzieranno.
- Adam Ruzek (stagione 1-in corso), interpretato da Patrick John Flueger, doppiato da Nanni Baldini.
È l'ex partner del defunto Detective Alvin Olinsky e attuale partner di Kevin Atwater, di origini polacche e americane. Voight chiese ad Alvin di assumere un agente dall'Accademia e lui scelse Adam, vedendo in lui un grande potenziale. È diventato un poliziotto seguendo le orme del padre, è in gamba e molto capace, nonostante il suo carattere arrogante e impetuoso. Adam inoltre ha come Alvin una lealtà incrollabile verso Voight e non esita ad assisterlo e coprirlo ogni volta che Voight deve picchiare criminali poco collaborativi per fare giustizia. Inizialmente doveva sposarsi con la sua fidanzata Wendy, ma lei poi lo lascia, ponendo fine al loro fidanzamento; in seguito Adam intraprenderà una relazione con l'agente Kim Burgess, alla quale chiederà di sposarlo, ma lei lo lascerà, capendo che Adam non è pronto a legarsi a lei per sempre. Nella sesta stagione ha una relazione con la detective Hailey Upton; i due però si lasceranno nell'episodio Sacrificio. Nella settima stagione si riavvicina a Kim, che rimarrà incinta di Adam, perdendo però il bambino in seguito ad un'aggressione. Aiuta Kim ad adottare una bambina, Makayla, successivamente lui e Kim si sposano.
- Kimberly "Kim" Ruzek, nata Burgess (stagione 1-in corso), interpretata da Marina Squerciati, doppiata da Maria Letizia Scifoni.
È l'ex partner dell'agente Kevin Atwater. Prima di diventare un'agente di polizia era un'assistente di volo. Mette sempre il massimo impegno nel suo lavoro, è intelligente e intuitiva, parla molto bene lo spagnolo; Voight le offrirà la possibilità di entrare nella sua unità, ma Kim deciderà di rifiutare l'offerta, sostenendo di non essere ancora pronta ad abbandonare il lavoro di pattuglia. Adam le chiederà di sposarlo, ma lei lo lascerà, ritenendo Adam ancora troppo immaturo per il matrimonio. Dopo aver lasciato Adam, intraprenderà una relazione con il suo partner, Sean, che poi si concluderà quando lui darà le dimissioni, abbandonando la carriera di poliziotto. Nella quarta stagione riconsidererà la prospettiva di lavorare nell'Intelligence, entrando nell'unità di Voight. Ha anche avuto due relazioni fallite: la prima con un vice-procuratore federale, che la lascerà per via di un'indagine che non c'entrava niente con i federali, e la seconda con un consulente politico di Brian Kelton, che muore ucciso dalla moglie di Ray Price, per evitare uno scandalo che coinvolge proprio Price. Nella settima stagione scoprirà di essere incinta; il padre del bambino è Adam, ma perde il bambino a seguito di un'aggressione. Adotta poi una bambina nera di nome Makayla Ward. Lei e Adam sono ancora innamorati, i due si prendono cura di Makayla insieme, infine Adam e Kim si sposano. Nella dodicesima stagione viene promossa detective
- Kevin Atwater (stagione 1-in corso), interpretato da LaRoyce Hawkins, doppiato da Simone Crisari.
È l'ex partner dell'agente Kim Burgess, promosso all'Intelligence e attuale partner di Adam Ruzek. Nonostante sia cresciuto in un brutto quartiere e benché il padre fosse un criminale finito in prigione quando Kevin era ancora un bambino, è un uomo onesto con un forte senso del dovere. Ha un fratello e una sorella più piccoli, Jordan e Vinessa, a cui è molto affezionato e del quale si è preso cura dopo la morte della loro madre. Ha un buon rapporto di amicizia sia con Adam che con Kim.
- Alvin Olinsky (stagioni 1-5, guest star stagione 11), interpretato da Elias Koteas, doppiato da Andrea Lavagnino.
Lavorava sotto copertura per l'Intelligence ed era il partner dell'agente Adam Ruzek al quale, per sua stessa ammissione, vuole bene come a un figlio. Ha lavorato nelle forze speciali dell'esercito; in virtù di ciò era un vero tiratore scelto. Collega di Voight, era il suo migliore amico. Ha divorziato dalla moglie e vive nel garage di casa sua per stare vicino alla figlia, Lexi. Sua moglie però lo caccia via di casa dopo aver saputo che Alvin in passato l'aveva tradita con un'altra donna, dalla quale ha avuto una figlia, Michelle. Perderà la figlia Lexi in un incendio causato da un piromane nella quarta stagione. Molto similmente a Voight, pure Alvin fa spesso uso di metodi estremi, che si elevano al di sopra della legge, per risolvere i casi, in quanto, come lui stesso spiega, a volte ci sono persone che se si macchiano di crimini efferati come uccidere bambini innocenti non meritano di vivere; diversamente dal suo amico, Alvin si fa più scrupoli di coscienza. Viene ingiustamente incastrato per l'omicidio di Kevin Bingham, assassino del figlio di Voight (ucciso proprio da quest'ultimo); viene portato in prigione e muore pugnalato ripetutamente da un detenuto.
- Trudy Platt (stagione 2-in corso, ricorrente stagione 1), interpretata da Amy Morton, doppiata da Paola Giannetti.
Lavora al dipartimento di polizia. Un tempo era la partner di Antonio; lui la salvò dopo che un criminale la ferì con un colpo d'arma da fuoco; da allora abbandonò il servizio operativo per dedicarsi solo a lavori da scrivania e, a causa di ciò, è diventata arcigna e scorbutica, tanto che molti la considerano una vecchia strega; tuttavia gli unici con cui non se la prende sono Antonio, a cui deve la vita, Erin, che tratta in modo materno, e Alvin e Voight, di cui nutre un profondo rispetto, oltre a essere loro vecchia amica. È una donna molto intuitiva, si diverte a prendersi gioco degli altri, specialmente di Kim, ma più volte ha ammesso di rispettare la ragazza per l'impegno che mette nel suo lavoro.
- Sheldon Jin (stagione 1), interpretato da Archie Kao, doppiato da Alessandro Rigotti.
Lavora nell'Intelligence ed è un esperto di informatica. Edwin Stillwell, agente degli affari interni, lo costringe a lavorare per lui, in modo che Jin gli dia informazioni su Voight da usare contro di lui, con la promessa di aiutare Jin con le spese per le cure di suo padre. Voight scopre la collaborazione tra Jin e Stillwell e quest'ultimo poi uccide Jin.
- Sean Roman (stagioni 2-3, guest stagione 7), interpretato da Brian Geraghty, doppiato da Alessandro Quarta.
Agente di pattuglia, sostituisce Atwater, diventando il nuovo partner di Burgess. È un poliziotto molto serio, deciso e determinato, anche se a tratti un po' arrogante. Sean, come Voight, ha un codice morale e non esita ad infrangere le regole se serve a salvare una vita. Diversamente da molti altri poliziotti, Sean non è interessato a fare carriera: infatti ama essere un agente di pattuglia. Sean inoltre non ama avere relazioni, perché la sua ex partner, di cui era innamorato, l'aveva tradito per un altro uomo e, dopo quel momento, non ha più voluto avere una relazione con un'altra donna, ritenendole tutte uguali alla sua ex fidanzata. Alla fine, dopo aver conosciuto Kim, cambierà idea, innamorandosi di lei. Da subito lui e Kim diventano buoni amici; successivamente, quando capiranno di amarsi, diventeranno una coppia. A causa di una ferita d'arma da fuoco Sean non potrà più lavorare come agente operativo e quindi si dimetterà dal dipartimento di polizia. Inoltre lui e Kim si lasceranno. Ritorna nella settima stagione per ritrovare sua sorella minore scomparsa. Purtroppo la ragazza viene ritrovata morta, e in seguito anche il suo assassino, lasciando intendere che a ucciderlo è stato Sean il quale ha vendicato la sorella.
- Hailey Upton Halstead (stagioni 5-11, ricorrente stagione 4), interpretata da Tracy Spiridakos, doppiata da Chiara Gioncardi.
Era una detective dell'unità rapine-omicidi. Quando lavorerà insieme all'Intelligence in un caso di rapine in banca si unirà temporaneamente alla squadra, sostituendo Kim, la quale si era presa una pausa dal lavoro, per poi diventare un membro ufficiale del team in seguito alla partenza di Erin. Ha avuto un'infanzia difficile a causa del padre, un uomo molto violento. Più volte ha avuto delle divergenze con Voight, dato che agisce di sua iniziativa senza pensare alle conseguenze. Tuttavia col tempo imparano a stimarsi: infatti si affezionano molto l'una all'altro. Dopo aver avuto una storia con Ruzek, intraprende una relazione con Jay, al quale era già chiaramente molto legata come amica, e i due poi si sposano. Successivamente, quando Jay si era già trasferito da un po' in Bolivia, i due divorziano. Hailey e Voight si fanno coinvolgere da un caso molto difficile con il serial killer Frank Matson: riescono a stanarlo e infine Voight lo uccide. Dopo questa intensa esperienza, Hailey lascia la squadra e anche Chicago, avvertendo il bisogno di un cambiamento sia nella sua carriera che nella propria vita.
- Vanessa Rojas (stagione 7), interpretata da Lisseth Chavez, doppiata da Roberta De Roberto
 Agente sotto copertura, è afro-latina; si unisce nell'Intelligence al posto del dimissionario Antonio Dawson. Quando era giovane ha vissuto in diverse case-famiglia; inoltre, prima di diventare una poliziotta, si metteva nei guai con la legge. È intelligente, ma anche impulsiva.
- Dante Torres (stagione 10-in corso, guest stagione 9), interpretato da Benjamin Levy Aguilar, doppiato da Federico Campaiola.
Recluta italo-ecuadoriana è stato preso sotto l'ala da Jay. Prende il posto di quest'ultimo quando lascia la squadra, rivelandosi un degno sostituto. Anche se aspira a essere un buon poliziotto è una persona poco ambiziosa, anche quando frequentava l'accademia manteneva un profilo basso. È molto legato a sua madre, Dante a 14 anni picchiò brutalmente il patrigno il quale ora vive su una sedia a rotelle dato che era violento la moglie, cosa che costò a Dante un periodo di detenzione in un riformatorio.

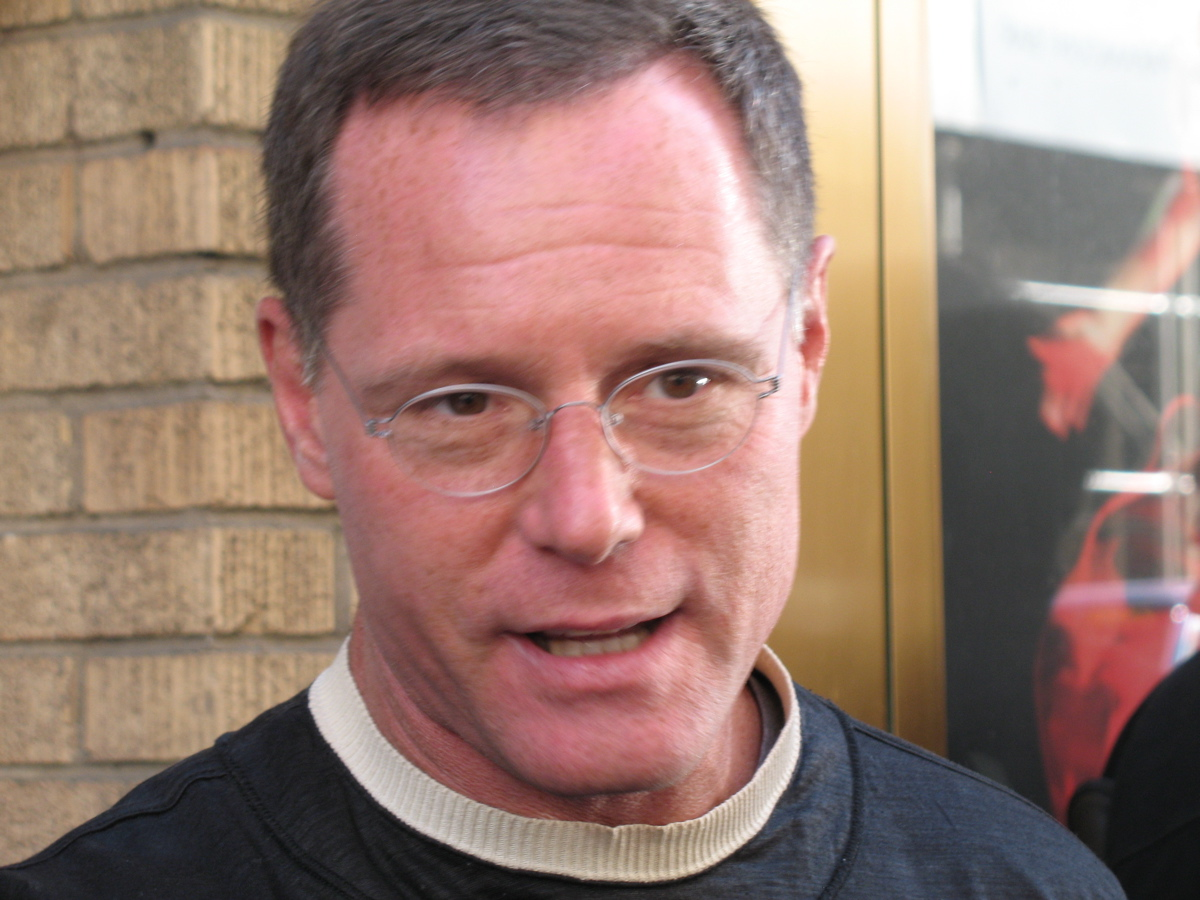
Jason Beghe interpreta Hank Voight
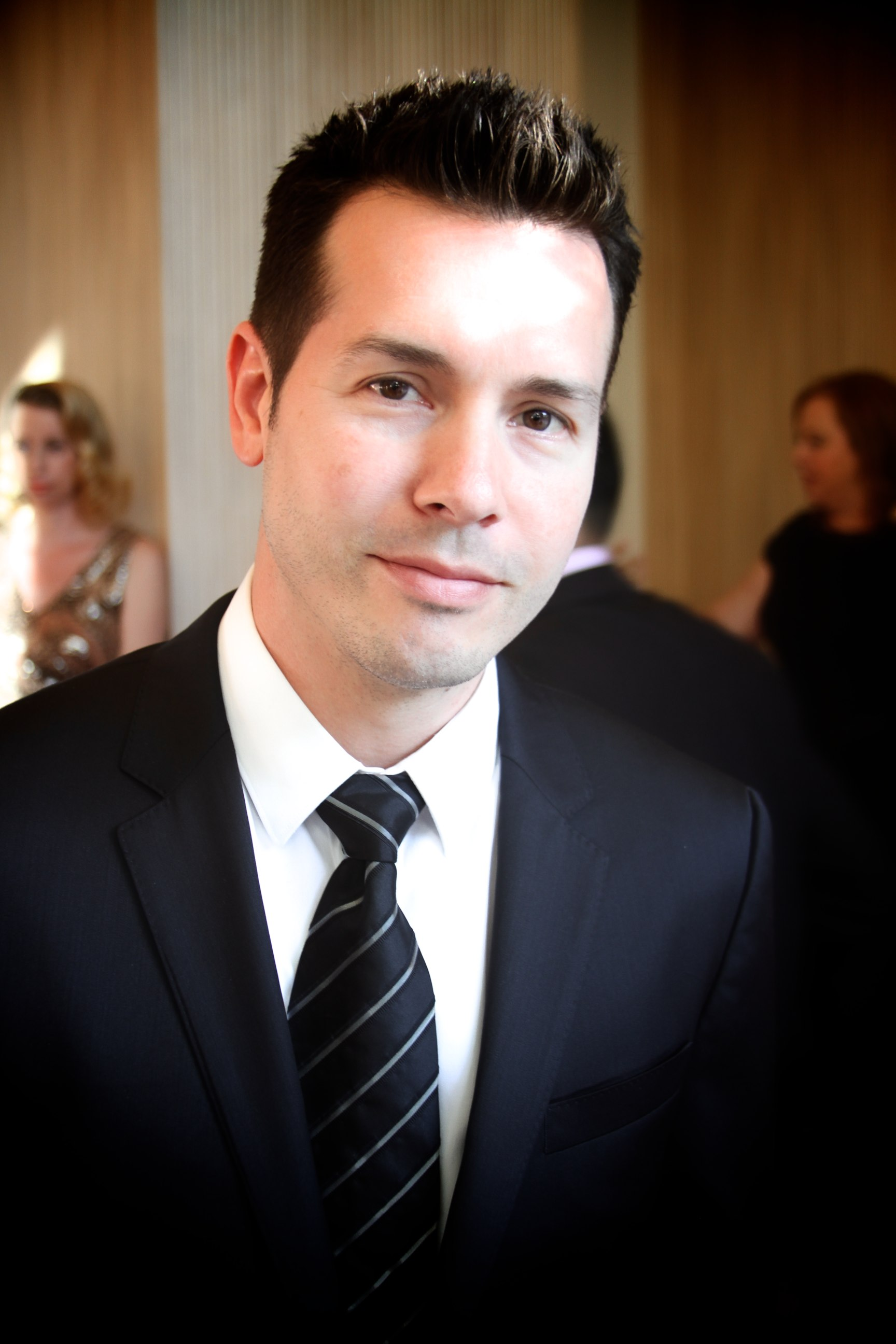
Jon Seda interpreta Antonio Dawson
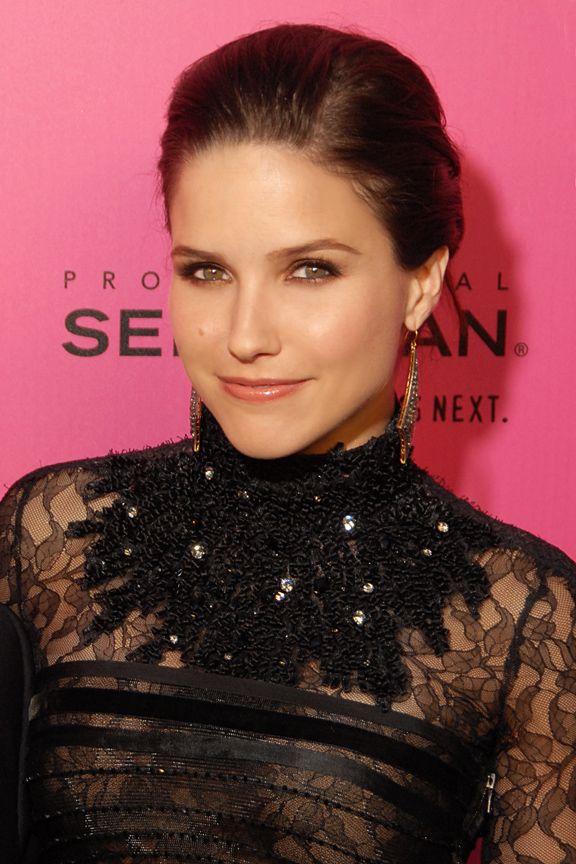
Sophia Bush interpreta Erin Lindsay
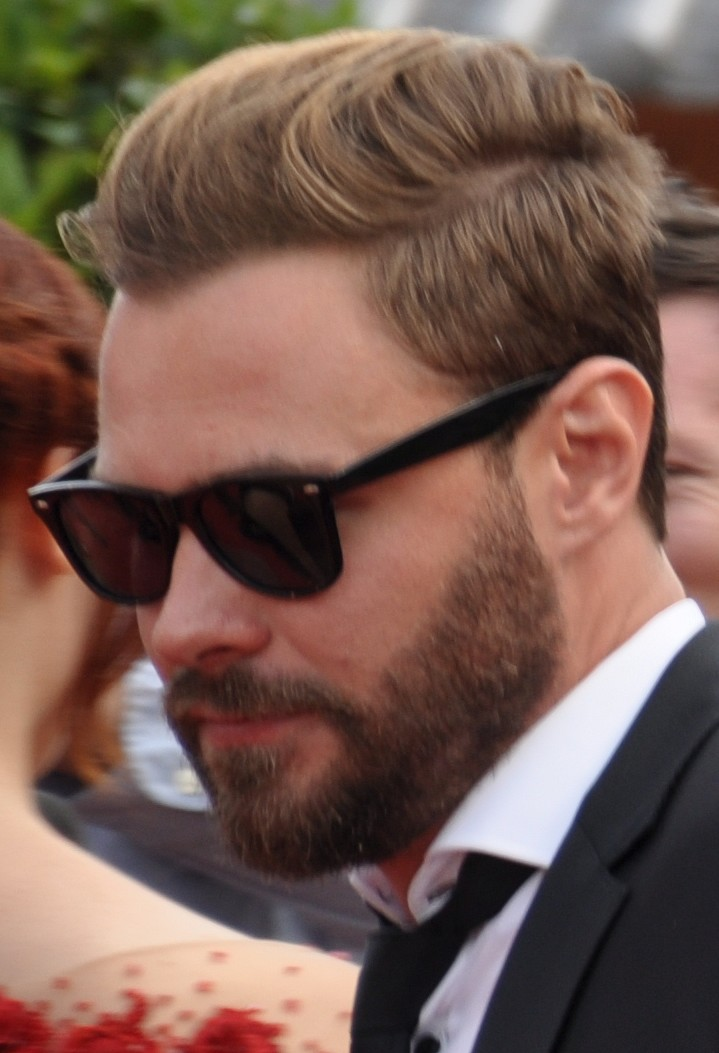
Patrick John Flueger interpreta Adam Ruzek
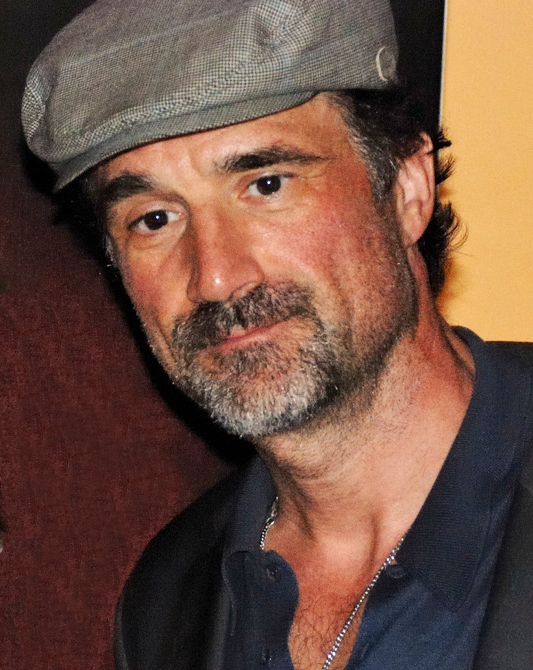
Elias Koteas interpreta Alvin Olinsky
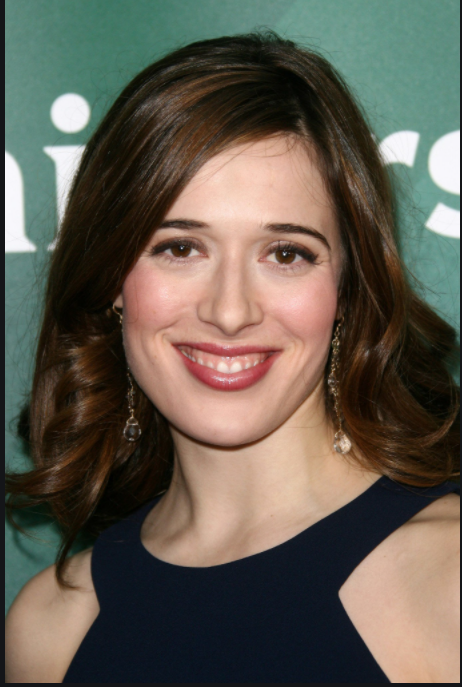
Marina Squerciati interpreta Kim Burgess
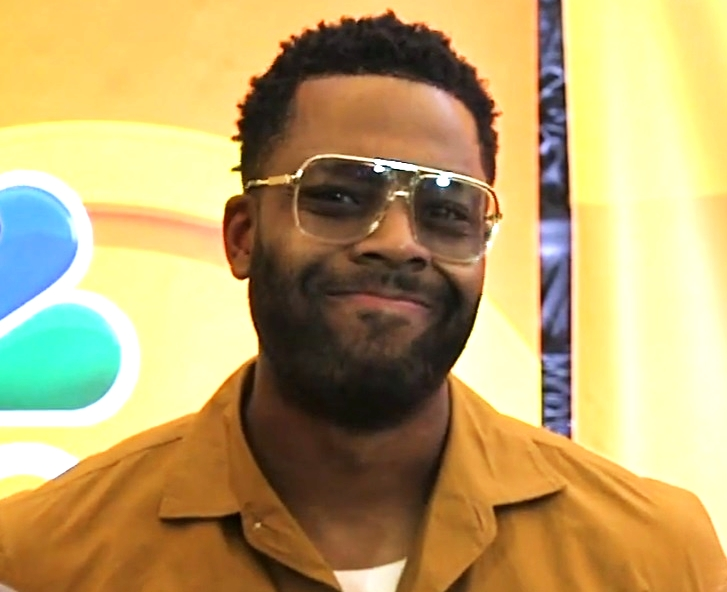
LaRoyce Hawkins interpreta Kevin Atwater
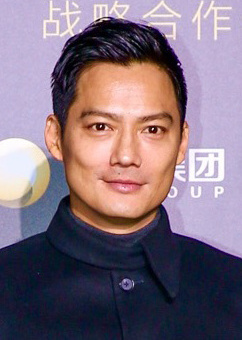
Archie Kao interpreta Sheldon Jin
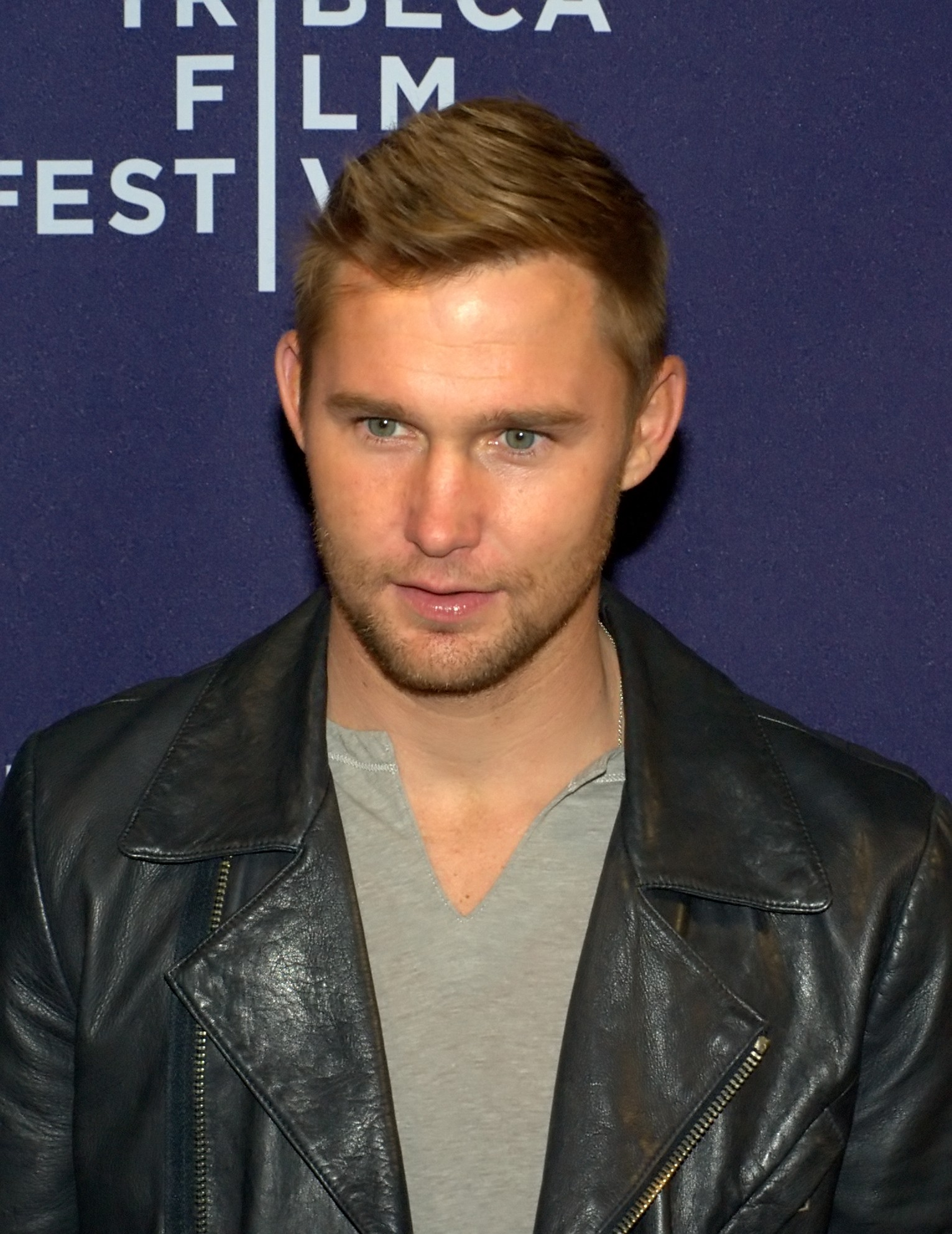
Brian Geraghty interpreta Sean Roman
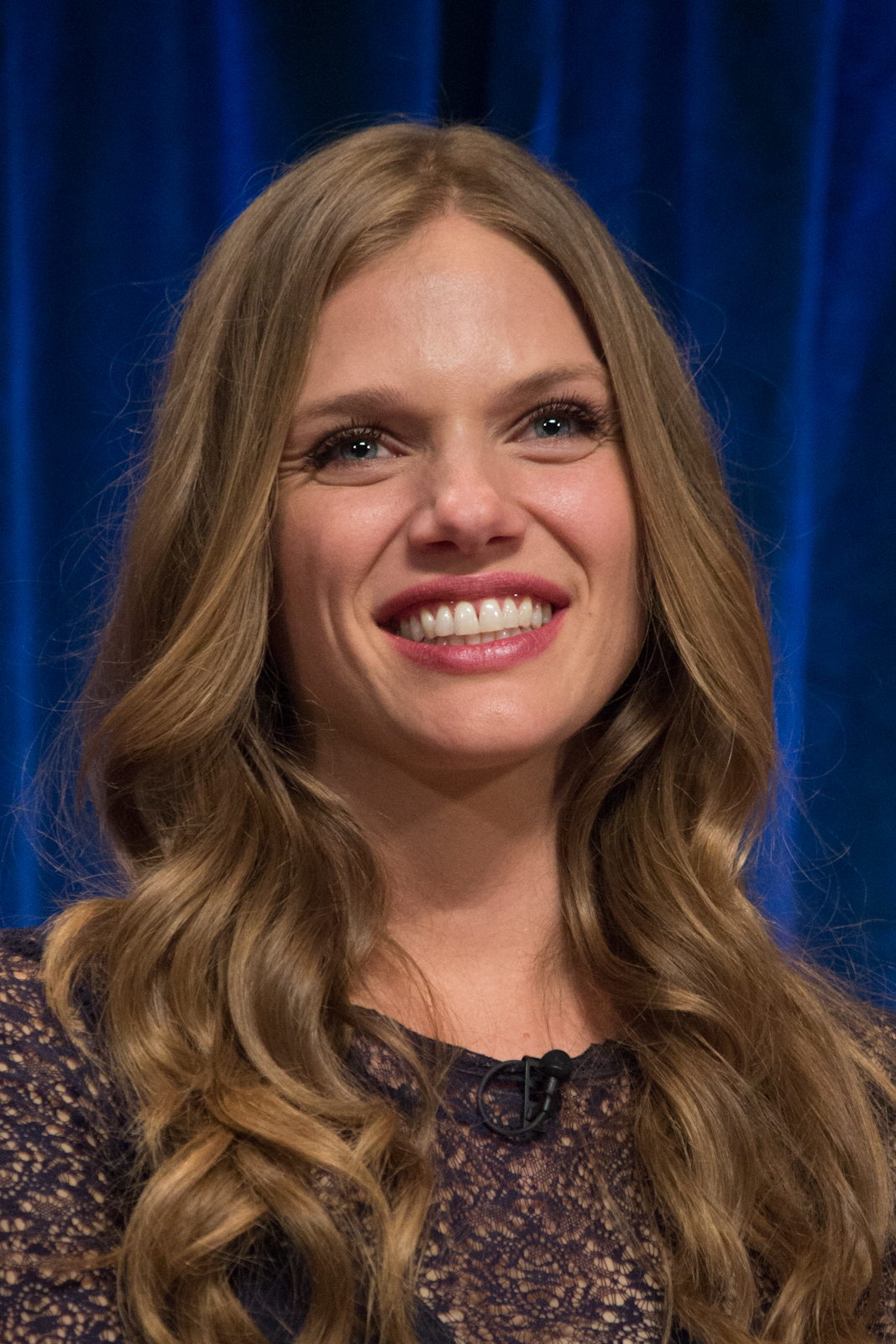
Tracy Spiridakos interpreta Hailey Upton

### Personaggi secondari
- Laura Dawson (stagioni 1, 6), interpretata da America Olivo, doppiata da Francesca Manicone
Moglie del detective Antonio Dawson e madre dei loro due figli. Quando Antonio viene gravemente ferito e ritorna a lavorare dopo un breve periodo di convalescenza, Laura decide di lasciarlo, sostenendo che il marito, a causa del suo lavoro, non si prende abbastanza cura di sé stesso. Dopo il divorzio ha iniziato una relazione con un altro uomo e ora lei e Antonio sono in rapporti difficili.
- Diego Dawson (stagioni 1, 3), interpretato da Zach Garcia
Figlio secondogenito del detective Antonio Dawson.
- Eva Dawson (stagioni 1-2, 5-6), interpretata da Maya Moravec e da Ariana Cordero
Figlia primogenita del detective Antonio Dawson.
- Andres "Pulpo" Diaz (stagione 1), interpretato da Arturo Del Puerto, doppiato da Christian Iansante
Pericoloso trafficante di droga che lavora per il cartello colombiano. Viene arrestato da Voight e dalla sua squadra.
- Tenente Bruce Belden (stagione 1), interpretato da Kurt Naebig, doppiato da Massimo De Ambrosis
Tenente del dipartimento di polizia, lavora nell'unità Crimini Violenti; è in pessimi rapporti con Voight. Senza rendersene conto, finisce per diventare collaboratore di Pulpo, accettando passivamente ogni richiesta del criminale pur di avere informazioni dal trafficante. Viene ucciso nel tredicesimo episodio della prima stagione.
- Nadia Decotis (stagioni 1-2), interpretata da Stella Maeve
Una prostituta diciottenne con problemi di tossicodipendenza; intenzionata a disintossicarsi, chiede aiuto al detective Lindsay, che si affezionerà molto a lei; Nadia poi deciderà di diventare un poliziotto, ma verrà uccisa dal dottor Greg Yates, un pericoloso serial killer, prima di entrare in accademia. La sua morte farà cadere Erin in un profondo stato di depressione. Erin alla fine riuscirà a vendicare Nadia, uccidendo Yates.
- Justin Voight (stagioni 1-3), interpretato da Josh Segarra, doppiato da Marco Benvenuto.
Figlio del Sergente Voight. È stato in prigione per guida in stato di ebbrezza, causando un incidente dove paralizza un ragazzo dalla vita in giù. Lui e il padre non sono in buoni rapporti. Dopo aver scontato la sua pena in galera, inizia a mettersi nei guai, quindi suo padre lo fa arruolare nell'esercito. Lui e sua moglie Olive diventeranno genitori di un bambino, Daniel, alla fine Justin imparerà a mettere ordine nella sua vita diventando un uomo responsabile. Morirà nell'ultimo episodio della terza stagione ucciso dal criminale Kevin Bingham nel tentativo di proteggere una sua amica. Hank ucciderà Bingham vendicando suo figlio.
- Detective Mia Sumner (stagione 1), interpretata da Sydney Tamiia Poitier, doppiata da Francesca Fiorentini.
Entra nell'intelligence, con l'autorizzazione degli Affari Interni. Voight la manda via dalla squadra perché non si fida di lei.
- Wendy (stagione 1), interpretata da Emily Peterson, doppiata da Benedetta Degli Innocenti.
È la fidanzata di Adam, alla fine della stagione decide di lasciarlo ritenendo che il suo nuovo lavoro nell'intelligence lo ha cambiato.
- Erica Gradishar (stagione 1), interpretata da Robin Weigert, doppiata da Anna Cesareni.
Agente incaricata dagli Affari Interni di controllare Voight.
- Edwin Stillwell (stagione 1, guest star stagione 2), interpretato da Ian Bohen, doppiato da Alessio Cigliano.
Agente degli Affari Interni, dopo il trasferimento di Gradishar prende il suo posto, facendo da sorvegliante a Voight. Ha una relazione adulterina con la detective Mia Sumner. È immischiato in operazioni losche, nella seconda stagione viene arrestato, in quanto era colpevole dell'omicidio di Jin.
- Comandante Ron Perry (stagioni 1-2), interpretato da Robert Wisdom, doppiato da Angelo Nicotra.
Comandante del distretto nella prima stagione. Dopo tanti anni di servizio decide di andare in pensione. Ron è a conoscenza della morale di Voight e lo comprende affermando che è proprio per quel motivo che è a capo dell'unità proprio per impedire che persone senza scrupoli la passino liscia motivo per cui lui e Voight sono grandi amici e si rispettano entrambi. Nel finale della seconda stagione collabora con Voight su un gruppo di poliziotti corrotti, ma viene ucciso da una banda di spacciatori.
- Comandante Fisher (stagioni 2-3), interpretato da Kevin J. O'Connor, doppiato da Mauro Gravina.
Diventa il nuovo comandante del distretto di polizia di Chicago dopo che Ron Perry va in pensione.
- Bob Ruzek (stagioni 2, 6, 8 e 12), interpretato da Jack Coleman, doppiato da Pasquale Anselmo (stagione 2), Francesco Prando (stagioni 6 e 8) e Luca Biagini (stagione 12).
È il padre di Adam, lui e la moglie hanno divorziato. Soprannominato "Disco Bob" anche lui era un poliziotto come il figlio, ma al contrario di Adam non ha mai fatto carriera, benché fosse ben voluto dai colleghi viene additato come un cattivo agente di polizia, lui e Voight sono da sempre in cattivi rapporti. Adam gli vuole bene anche se Bob è stato per lui una fonte di delusione, a comunciare dalla sua dipendenza dal gioco d'azzardo. Bob scopre poi di avere la malattia di Alzheimer
- Steve Kot (stagioni 2-5), interpretato da Chris Agos, doppiato da Sandro Acerbo.
Assistente del procuratore distrettuale, vedendo un grande potenziale in Erin, le procura un lavoro all'FBI, che lei però rifiuta.
- Jasmine (stagioni 1, 5), interpretata da Heidi Johanningmeier.
Prostituta nonché informatrice confidenziale del Detective Dawson.
- Meredith Olinsky (stagioni 1-5), interpretata da Melissa Carlson, doppiata da Eleonora De Angelis.
È l'ex moglie di Alvin e madre della loro figlia, Lexi.
- Lexi Olinsky (stagioni 1-4), interpretata da Alina Jenine Taber.
È la figlia di Alvin, morirà in un incendio nella quarta stagione.
- Barbara "Bunny" Fletcher (stagioni 2-4), interpretata da Markie Post.
È la madre tossicodipendente di Erin, fin dall'infanzia di Erin ha rovinato la vita della figlia fino a quando Voight non ha adottato Erin e l'ha allontanata dalla vita della ragazza. Anni dopo Bunny torna a tormentare Erin dicendole di essere cambiata e le due cercheranno di ricostruire il loro rapporto anche se Voight non approva la cosa, sostenendo che Bunny sia una donna egoista e che ha una pessima influenza sulla figlia. Bunny è un ipocrita senza scrupoli e per la sua dipendenza anni prima non ha esitato a vendere suo figlio Teddy a dei pedofili per avere soldi per comprare la droga. Teddy verrà ritrovato anni dopo grazie all'aiuto di Voight e di Olivia Benson e il ragazzo li aiuterà a far arrestare il gruppo di pedofili a cui la madre lo aveva venduto. Bunny continuerà in ogni modo a tormentare la vita di Erin e di Voight finché Voight dopo aver scoperto che Bunny era responsabile di un omicidio e implicata in un traffico di droga le ordina di lasciare in pace lui ed Erin una volta per tutte e di non farsi più rivedere minacciando di arrestarla e avvertendola che non avrebbe esitato a ucciderla se l'avesse rivista ad avvicinarsi a lui e ad Erin. Bunny capendo che Voight non esiterà a mettere in atto la sua minaccia e ucciderla si rassegna all'evidenza e decide di andarsene e sparire definitivamente dalla vita di Erin e Voight una volta per tutte.
- Greg "Mouse" Gerwitz (stagioni 2-4), interpretato da Samuel Caleb Hunt, doppiato da Stefano Brusa.
Dopo la morte di Jin prende il suo posto nell'intelligence come operatore tecnico, lui e Jay erano compagni nell'esercito.
- Emma Crowley (stagioni 3-4), interpretata da Barbara Eve Harris.
Comandante del 21º distretto.
- Julie Tay (stagione 4), interpretata da Li Jun Li, doppiata da Valentina Mari.
Agente di pattuglia, è stata per breve tempo la partner di Kim.
- Kenny Rixton (stagione 4), interpretato da Nick Wechsler, doppiato da Gabriele Sabatini.
Detective membro dell'Intelligence quando sostituisce Adam Ruzek sotto copertura.
- Denny Woods (stagioni 4-5), interpretato da Mykelti Williamson, doppiato da Roberto Draghetti.
Tenente che accetta la carica di nuovo revisore indipendente dell'Intelligence. C'è un forte astio tra lui e Voight benché in passato fossero amici. Causerà indirettamente la morte di Alvin mandandolo in prigione con l'accusa di aver ucciso Bingham. Cadrà in una trappola di Voight quando cercherà di corrompere una testimone, venendo infine arrestato.
- Ray Price (stagioni 5-7), interpretato da Wendell Pierce, doppiato da Dario Oppido. 
Prima consigliere politico e poi candidato sindaco di Chicago e per di più lui e Voight diventano amici. Cerca di combattere la criminalità benché intrattenga rapporti con diverse gang criminali per mantenere equilibrio nel vari quartieri. Nella sesta stagione si prende la colpa per gli omicidi commessi dalla moglie: quello del consulente del rivale per le elezioni di sindaco Brian Kelton, Blair Williams e del reverendo ex spacciatore Dennis Reed, sacrificando la sua elezione da sindaco facendosi arrestare.
- Katherine Brennan (stagioni 6-7), interpretata da Anne Heche, doppiata da Roberta Greganti.
Sovrintendente con cui Voight ha un rapporto controverso. Si è rivelata più volte ambigua e scaltra. Uccide Brian Kelton al termine della sesta stagione quando quest'ultimo si rimangia le promesse di farle fare carriera a seguito della sua elezione in nome dei tanti favori da lei fatti. Voight va a trovarla e le concede un po' di tempo per sistemare gli affari in sospeso, lasciandola sola. Infine tenta il suicidio, ma Jay riesce a fermarla per poi arrestarla, causando l'ira di Voight nei confronti di Jay perché riteneva che lei avesse il diritto di porre fine alla propria vita.
- Brian Kelton (stagione 6), interpretato da John C. McGinley, doppiato da Francesco Prando.
Sovrintendente che si candiderà al seggio di sindaco. È un uomo subdolo capace di ogni tipo di intrigo, lavora segretamente con molte gang criminali. Lui e Voight entreranno subito in conflitto, Kelton tenterà di distruggere la sua unità. Viene ucciso dalla Brennan nel finale della sesta stagione.
- Blair Williams (stagione 6), interpretato da Charles Michael Davis, doppiato da Guido Di Naccio.
Consulente venuto da Washington che cura la campagna elettorale di Kelton durante le elezioni come sindaco di Chicago. Ha avuto una relazione con l'agente Kim Burgess. Viene ucciso dalla moglie di Ray Price, il principale rivale di Kelton alle elezioni.
- Jason Crawford (stagione 7), interpretato da Paul Adelstein, doppiato da Alessandro Quarta.
Sovraintendente ad interim in seguito all'omicidio del suo predecessore Brian Kelton.
- Darius Walker (stagione 7), interpretato da Michael Beach, doppiato da Stefano Alessandroni.
Uomo d'affari e boss della droga che afferma di fare un buon servizio alla comunità locale con i suoi rapporti illeciti, diventando anche informatore di Voight. Infine viene brutalmente ucciso da una banda criminale, dopo che Hailey aveva reso noto che lavorava come informatore per la polizia, per vendicare un suo informatore della cui morte riteneva responsabile Walker.
- Samantha Miller (stagioni 8-9), interpretata da Nicole Ari Parker, doppiata da Laura Romano. 
Sovrintendente e sostenitore della forza della polizia che vuole aiutare Voight e la sua squadra ad adattarsi alla nuova realtà di ridurre al minimo della violenza della polizia.
- Andre Cooper (stagione 8), interpretato da Cleveland Berto.
Un giovane agente di pattuglia, dietro richiesta di Miller lavora per un breve periodo nell'intelligence.
- Anna Avalos (stagione 9), interpretata da Carmela Zumbado, doppiata da Giulia Franceschetti.
 Informatrice e madre single che Voight recluta per collaborare sotto copertura con la gang di Los Temidos per arrestarli. Tuttavia, lo stress di essere sotto copertura si fa sentire, soprattutto dopo essere stata stuprata dai membri della gang durante il suo addestramento. Tutta va a fumo nel finale della nona stagione: proprio mentre l'Unità di Intelligence sta smantellando la gang, lei viene uccisa a colpi di arma da fuoco da Upton in uno scontro tra lei e Voight.
- Javier Escano (stagione 9), interpretato da José Zúñiga, doppiato da Antonio Palumbo.
Gestisce una catena di pasticcerie, ben sei, il Carabo Bakery, è laureato in economia, in apparenza sembra un imprenditore tranquillo, ma in realtà Javier è a capo della gang Los Temidos, con l'aiuto del padre Iglesias coordina le transazioni e l'acquisto di draga dal Messico. Voight tenta di incriminarlo e quindi chiede a Anna di infiltrarsi nella sua organizzazione, facendosi assumere nella pasticceria di Javier. Trovare le prove per incastrarlo si rivela fin troppo arduo vista la scaltrezza di Javier, tanto che Anna, ormai in crisi, e avendo capito che Javier ha scoperto che è un'informatrice della polizia, lo uccide.
- Nina Chapman (stagione 9-in corso), interpretata da Sara Bues, doppiata da Rachele Paolelli.
Assistente procuratore che comincia a collaborare attivamente con Voight.
- Richard Beck (stagione 10), interpretato da Lee Tergesen, doppiato da Enrico Di Troia
È a capo di una ditta di trasporti, ha una figlia di nome Samantha, giovane madre single del piccolo Callum, infatti Richard si prende cura di entrambi. In realtà la sua impresa serve a coprire un traffico di metanfetamine, Richard è un fanatico del neonazismo. Kevin lo uccide sparandogli alla testa.
- Lew Atwater (stagioni 10-11), interpretato da Erik LaRay Harvey, doppiato da Alberto Angrisano.
 È il padre di Kevin e dei suoi due fratelli più piccoli, Jordan e Vinessa. Ha commesso dei crimini per guadagnare dei soldi visto che lui e la moglie avevano non pochi problemi sul versante economico, ma così facendo è finito dietro le sbarre, quando Kevin era ancora adolescente. È vedovo, la moglie è morta dopo il suo arresto. Prima che venne arrestato, Kevin si ricordava di Lew come di un buon padre. Viene scagionato dopo aver scontato la sua pena, Kevin non era mai andato a trovarlo in carcere, proprio per volere di Lew il quale si vergognava, per oltre 20 anni non si sono parlati.
- Josephine "Jo" Petrovic (stagione 11) interpretata da Bojana Novakovic, doppiata da Chiara Oliviero.
È a capo dell'unità vittime speciali di Chicago, un'alcolista che la detective Upton aiuterà.
- Gloria Perez (stagioni 11-12), interpretata da Yara Martinez, doppiata da Giuppy Izzo (stagione 11) e Selvaggia Quattrini (stagione 12)
Moglie di Rafael Perez, trafficante di droga che l'Intelligence cerca di icriminare. Rafael, prima di sposare Gloria, aveva avuto altre due mogli. Torres, lavorando sotto copertura, si avvicina a Gloria per incastrare il marito, lei è succube della prepotenza di Rafael. Quando Gloria scopre che Torres è un poliziotto, diventa la sua amante, Torres si affeziona a lei. Gloria uccide suo marito, e in seguito tenta di guadagnare soldi collaborando con dei narco trafficanti. Quando Voight e la sua squadra lo scoprono la costringono a collaborare con loro per intercettare il carico di droga che lei doveva ritirare, ma i trafficanti tentano di uccidere Torres, quindi Gloria muore per proteggerlo.
- Kiana Cook (stagione 12), interpretata da Toya Turner, doppiata da Alessia Amendola (1° voce) e Eva Padoan (2° voce).
Agente di pattuglia, in precedenza lavorava per un'unità tattica, ma non era soddisfatta di come veniva gestita, tanto che il suo superiore la sollevò dal suo incarico affidandole mansioni più umili. Torres convince Voight a farla entrare nella loro squadra, si unisce così all'Intelligence. I suoi genitori non stanno insieme, Kiana è stata il frutto di una brevissima relazione, è cresciuta con suo padre a Garfield Park, egli gestisce un negozio di ferramenta, mentre la madre appartiene all'alta società, loro due hanno rapporto praticamente inesistente.
- Charlie Reid (stagione 12), interpretato da Shawn Hatosy, doppiato da Alessio Cigliano.
Vice-comandante che si è trasferito da Detroit. Appare come un uomo disponibile dedito al lavoro, ma cela una personalità scaltra e ambigua, è stato condizionato dalla morte di sua madre, aveva sette anni quando lei venne uccisa durante una rapina in banca. Per lui il solo modo di far quadrare la giustizia è avere il controllo su tutti, compresi colleghi in polizia e criminali, infatti indaga scoprendo il marcio nel loro passato e lo usa a proprio vantaggio, premiando chi gli è fedele e eliminando che lo ostacola.  È in buoni rapporti con Jesus Otero, il quale è a capo di una banda di spacciatori, lo aiuta a conquistare potere a Chicago. Voight vedendo in Reid una minaccia, cerca di costruire con caso contro di lui per incriminarlo, arriva anche a cercare in Otero un alleato, ma Reid lo fa uccidere. Voight gli tende quindi un'imboscata, fa in modo che Rennie (il figlio di Otero) vendichi suo padre, e infatti Rennie spara a Reid e lo uccide.

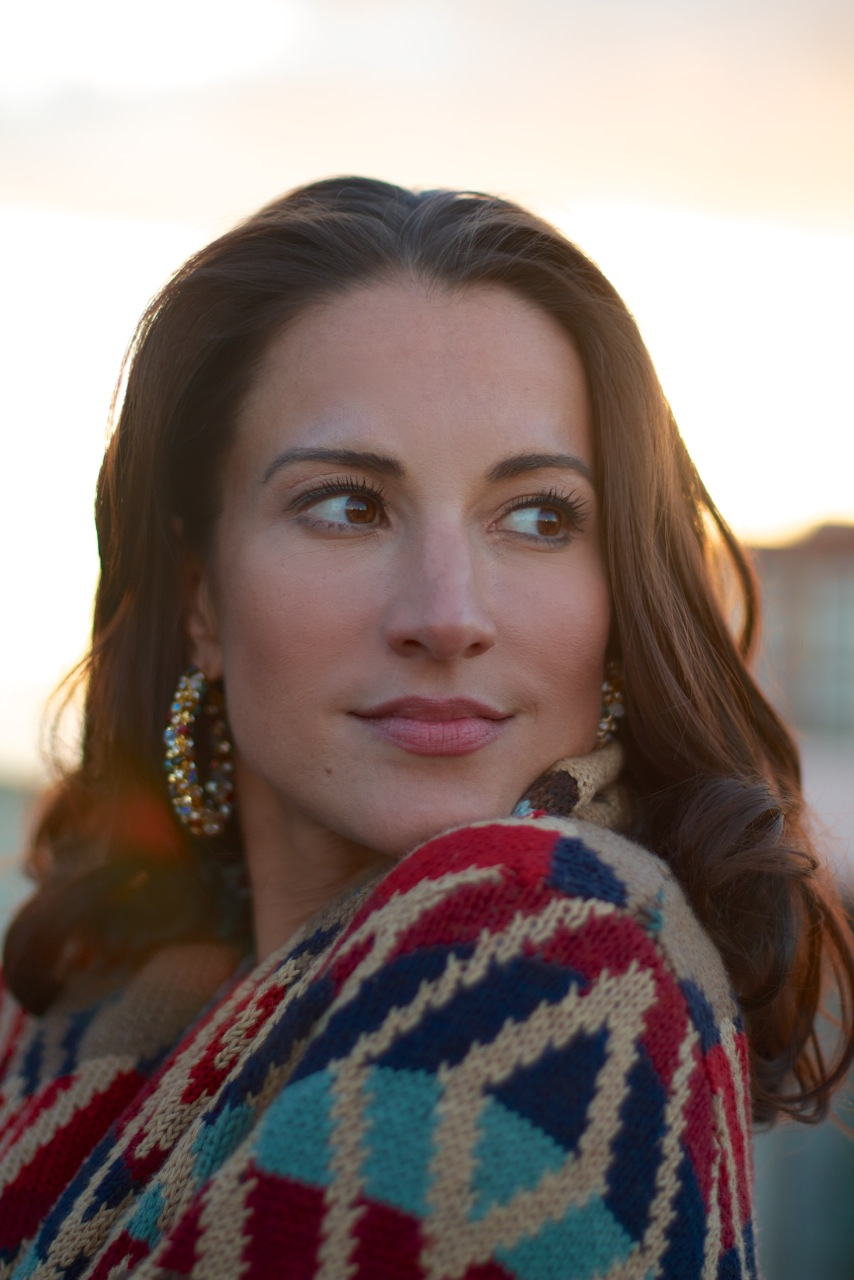
America Olivo interpreta Laura Dawson
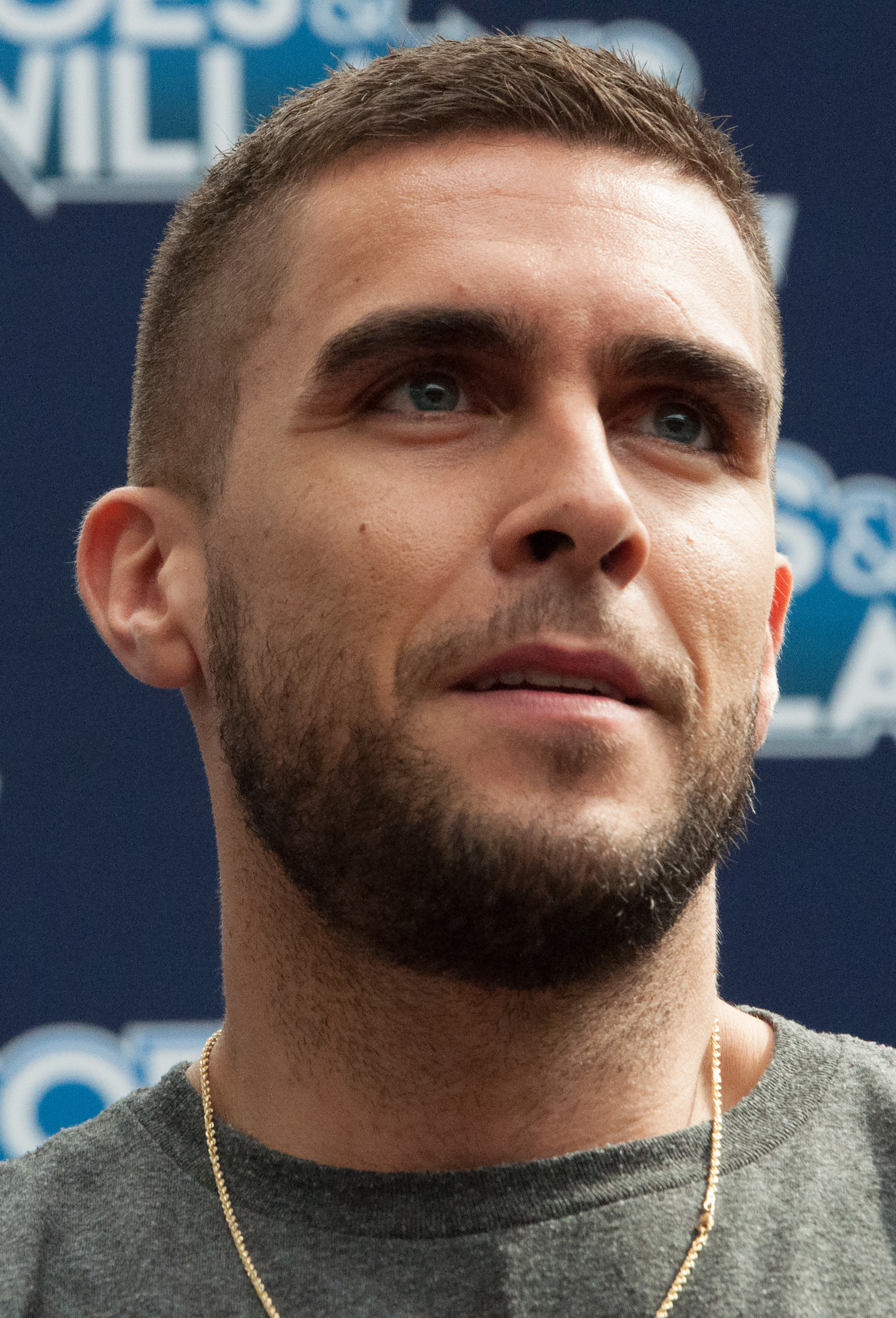
Josh Segarra interpreta Justin Voight
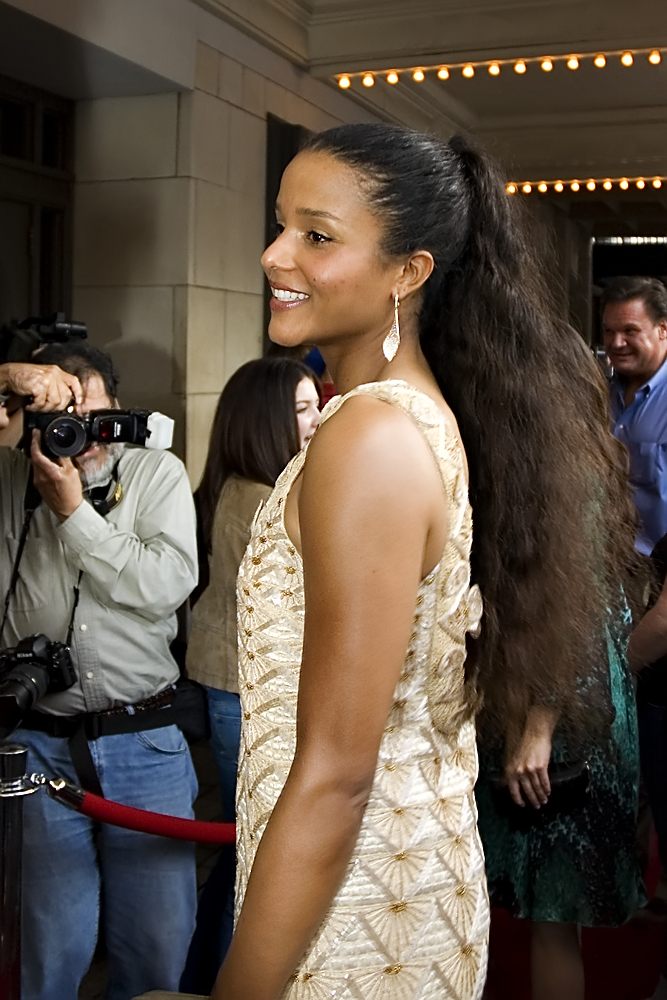
Sydney Tamiia Poitier interpreta Mia Sumner
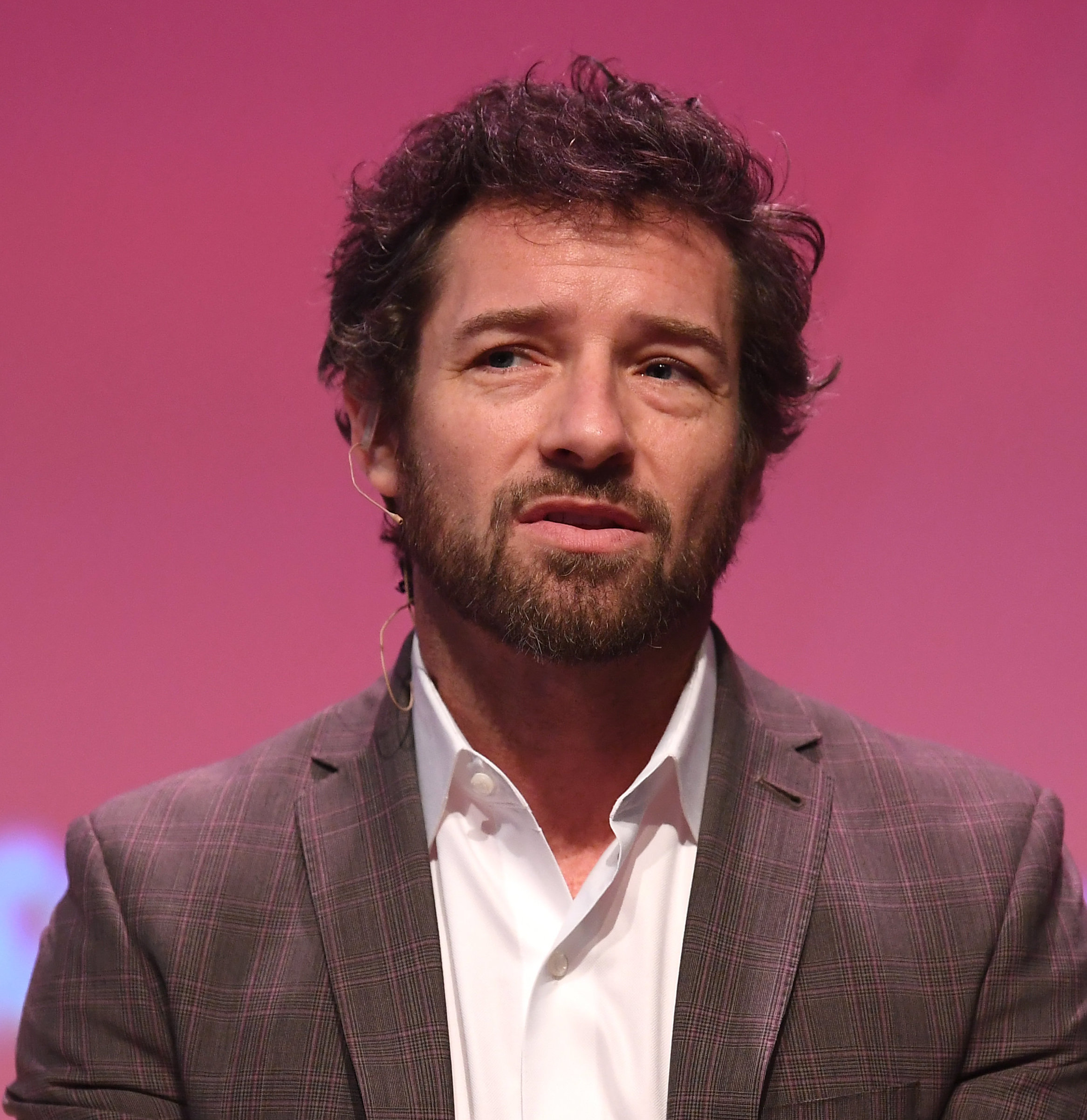
Ian Bohen interpreta Edwin Stillwell
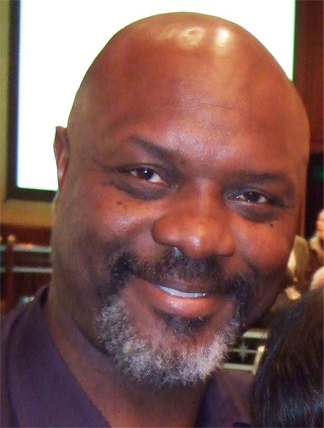
Robert Wisdom interpreta Ron Perry
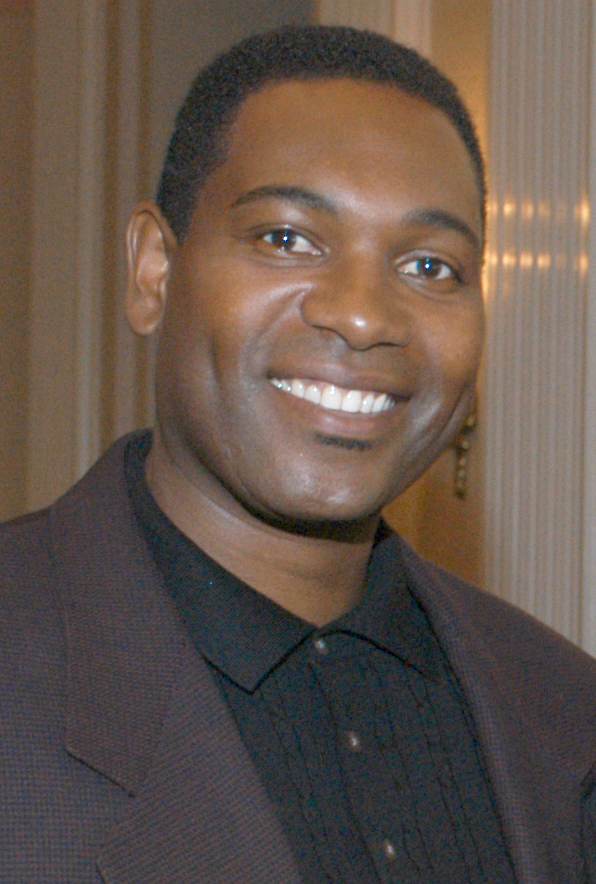
Mykelti Williamson interpreta Danny Woods
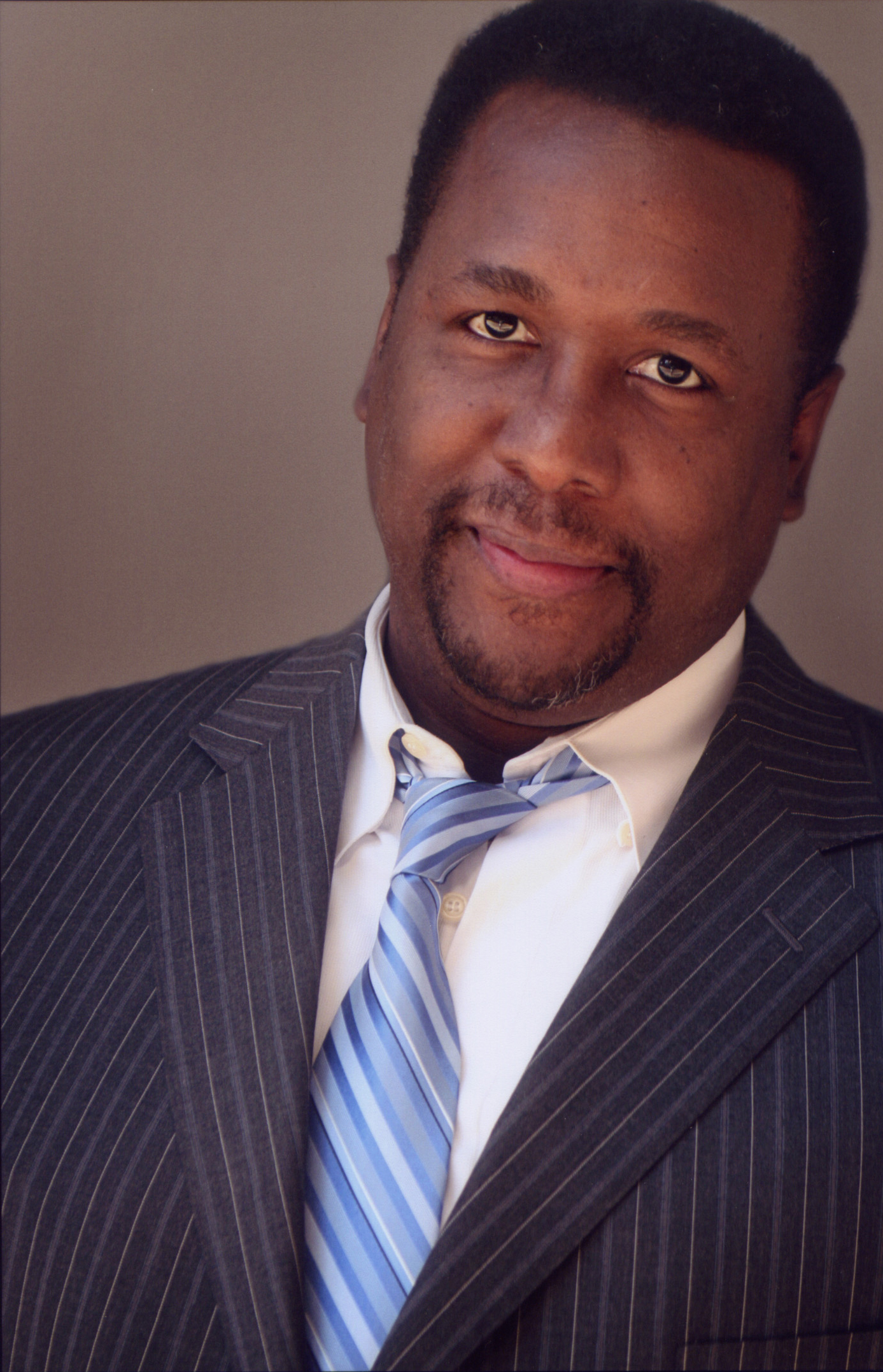
Wendell Pierce interpretato Ray Price
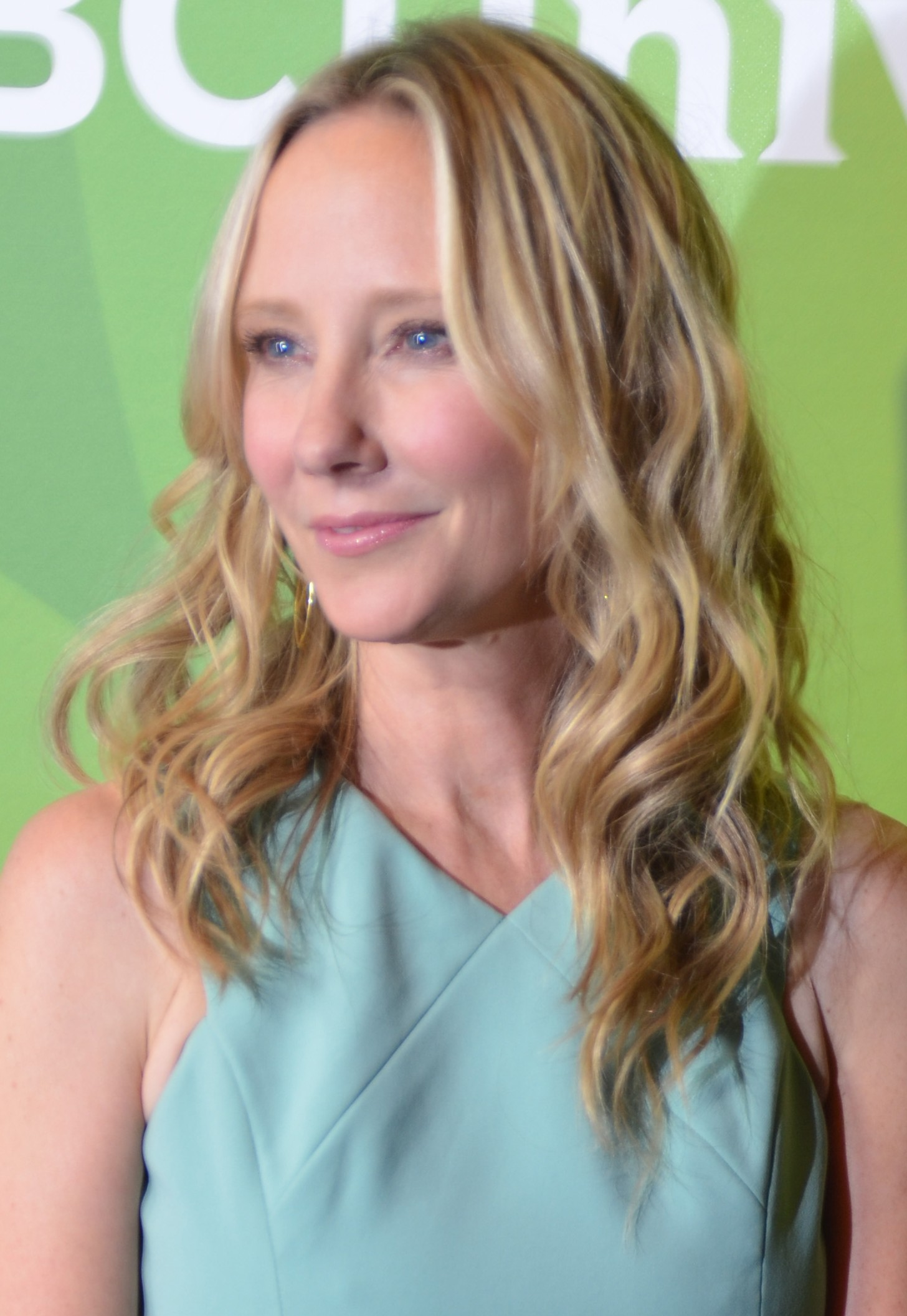
Anne Heche interpreta Katherine Brennan
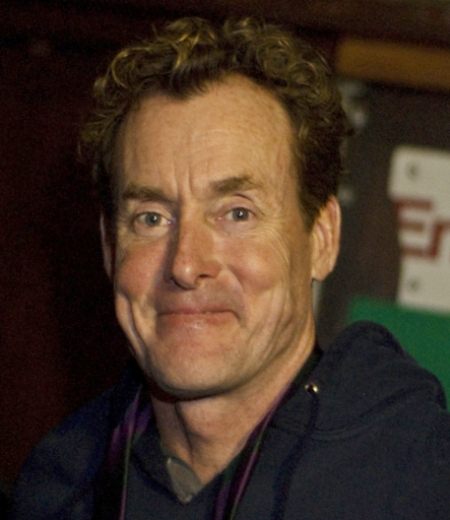
John C. McGinley interpreta Brian Kelton
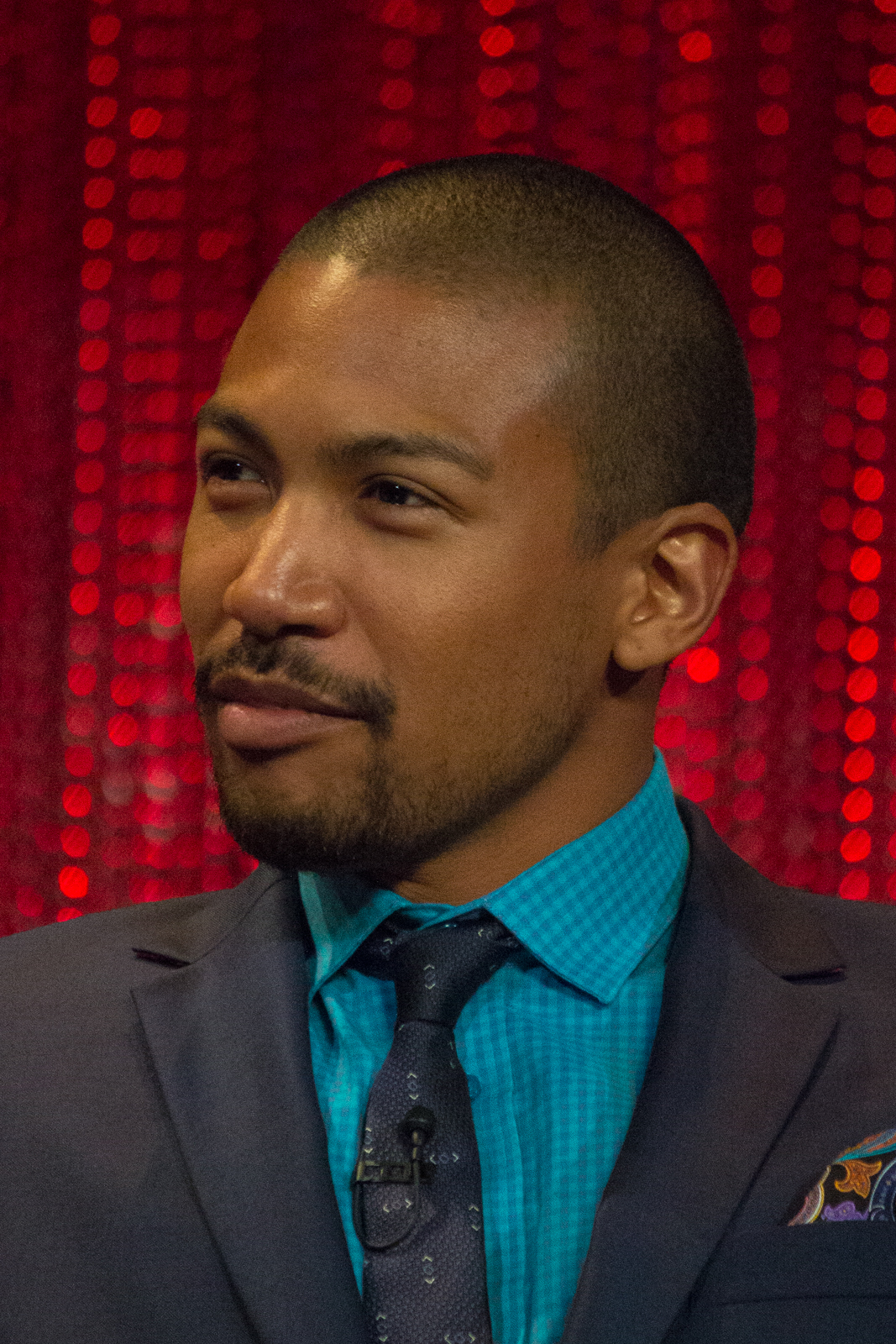
Charles Michael Davis interpreta Blair Williams
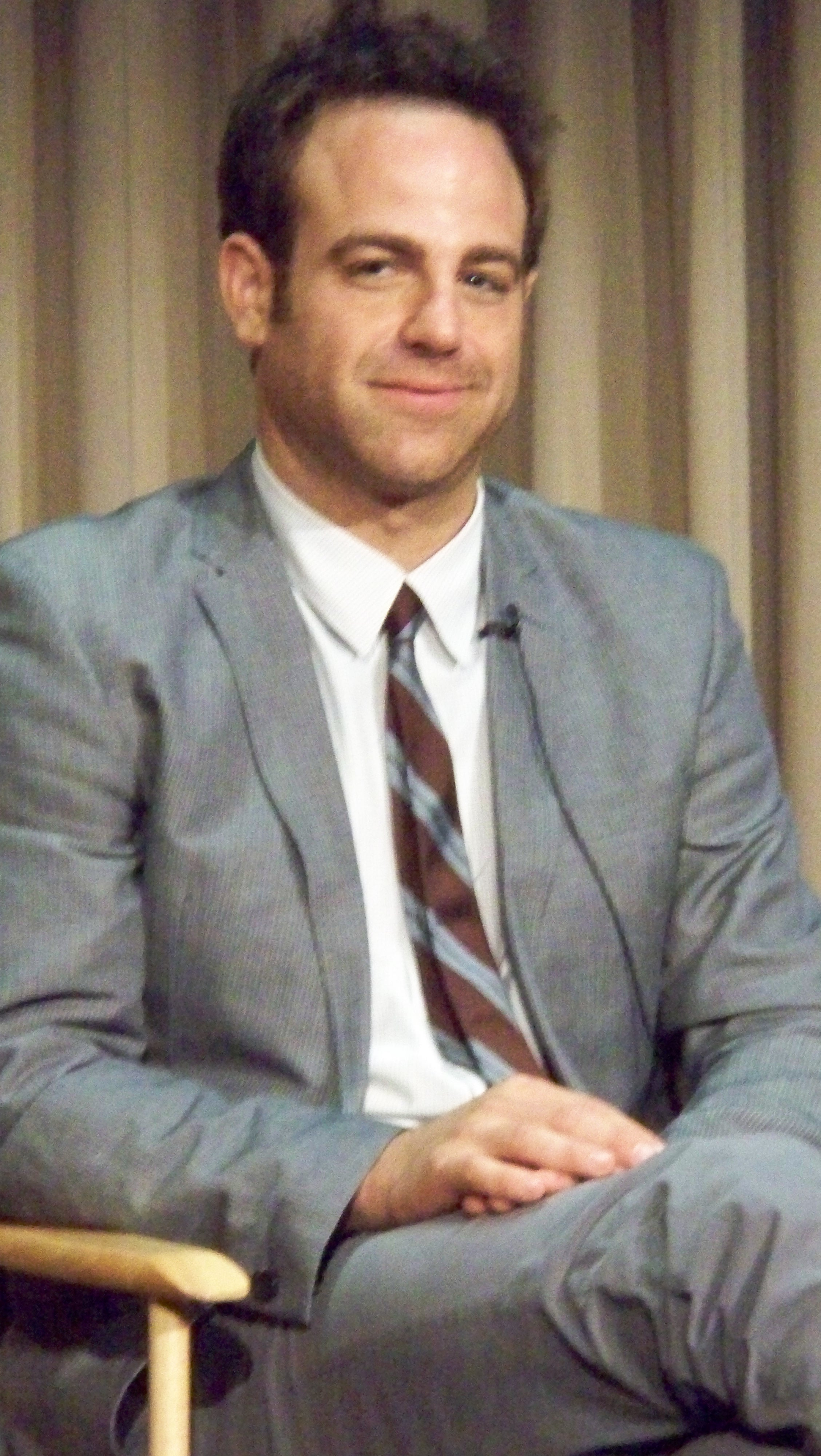
Paul Adelstein interpreta Jason Crawford
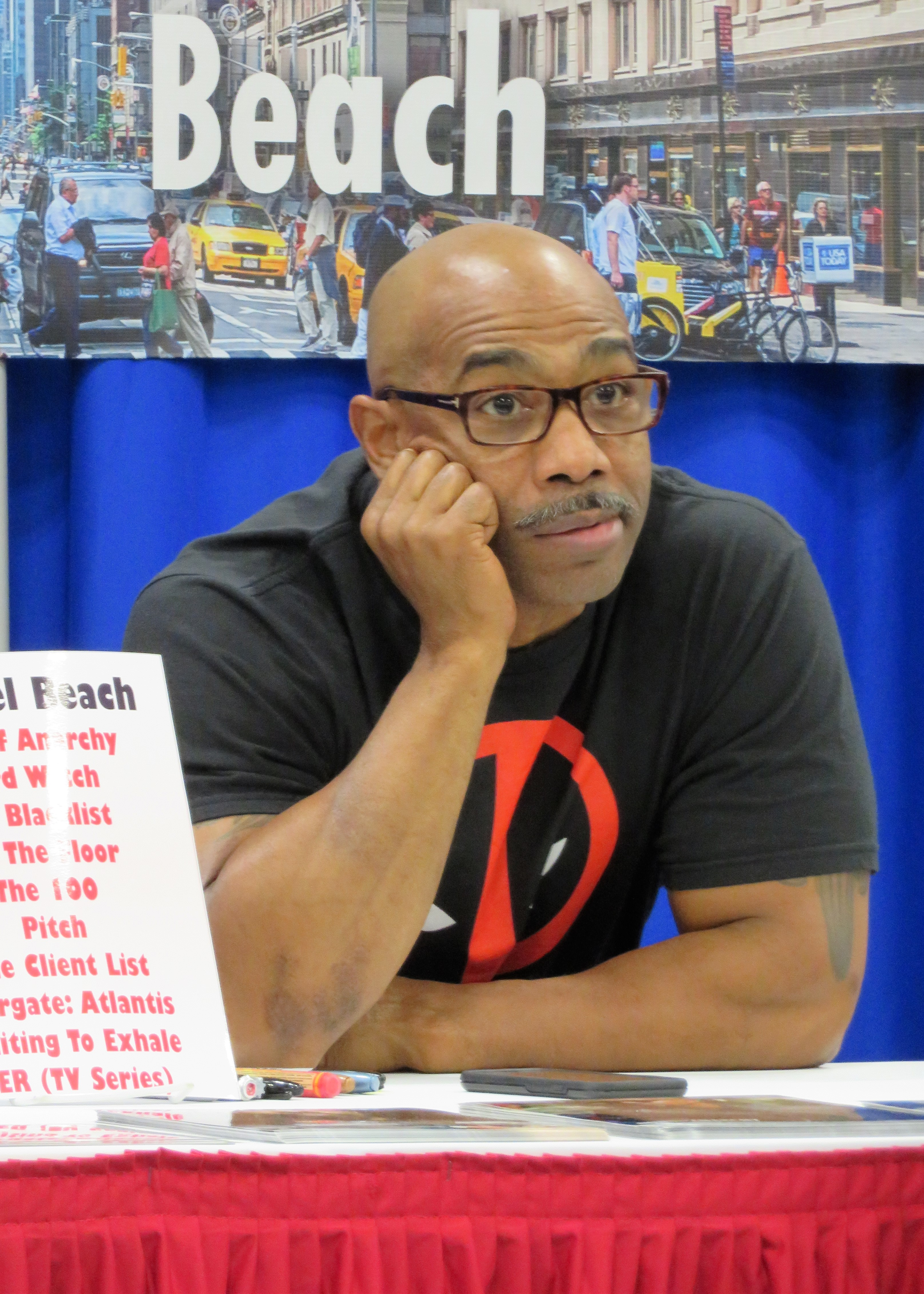
Michael Beach interpreta Darius Walker
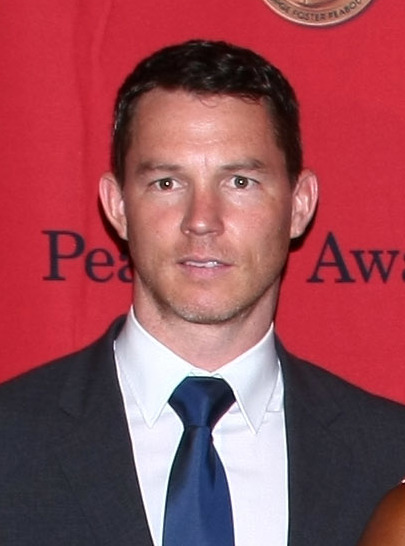
Shawn Hatosy interpreta Charlie Reid

### Personaggi apparsi nei crossover

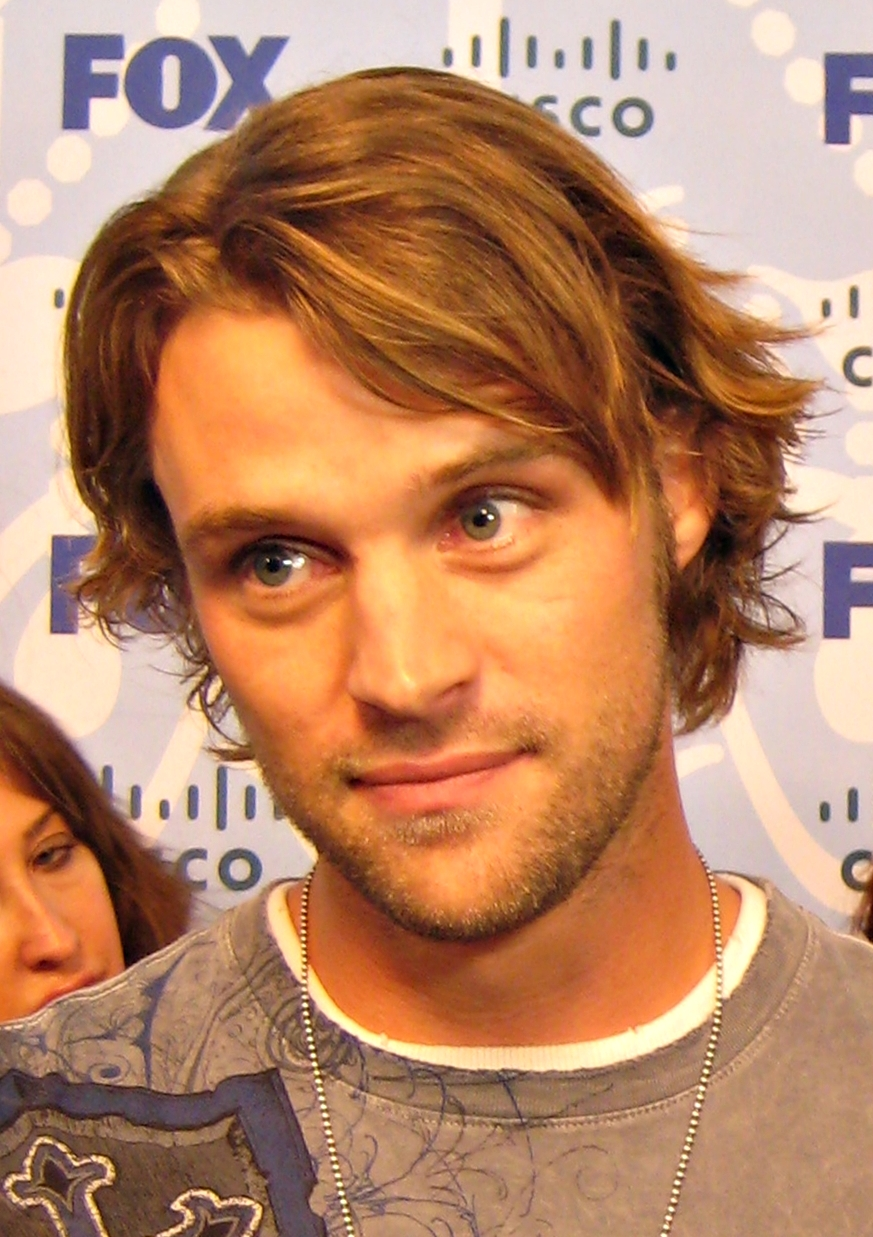
Jesse Spencer interpreta Matthew Casey

- Gabriela Dawson, interpretata da Monica Raymund, doppiata da Rossella Acerbo.
Sorella del Detective Dawson, paramedico della Caserma 51 (proveniente da crossover con Chicago Fire).
- Leslie Shay, interpretata da Lauren German, doppiata da Paola Majano.
Collega di Gabriela Dawson, anch'essa paramedico della Caserma 51 (proveniente da crossover con Chicago Fire).
- Christopher Herrmann, interpretato da David Eigenberg, doppiato da Luca Dal Fabbro.
Vigile del fuoco della Caserma 51, nonché uno dei gestori del Molly's (proveniente da crossover con Chicago Fire).
- Matthew Casey, interpretato da Jesse Spencer, doppiato da Stefano Crescentini.
Tenente del Camion 81 della Caserma 51 (proveniente da crossover con Chicago Fire). I suoi contrasti con Voight portarono quest'ultimo ad aggredire Casey, con il conseguente arresto di Voight (prima degli eventi della serie).
- Kelly Severide, interpretato da Taylor Kinney, doppiato da Riccardo Rossi.
Tenente della Squadra 3 della Caserma 51, ex-fidanzato di Lindsay (proveniente da crossover con Chicago Fire).
- Bryan Zvonecek, interpretato da Yuri Sardarov, doppiato da Roberto Gammino.
Vigile del fuoco della Caserma 51, nonché uno dei gestori del Molly's (proveniente da crossover con Chicago Fire).
- Dr. Will Halstead, interpretato da Nick Gehlfuss, doppiato da Francesco Pezzulli.
È il fratello di Jay e lavora come medico al Chicago Med (proveniente da crossover con Chicago Med).
- Dr. Daniel Charles, interpretato da Oliver Platt, doppiato da Stefano De Sando.
È a capo del reparto di psichiatria del Chicago Med (proveniente da crossover con Chicago Med)
- Detective Olivia Benson, interpretata da Mariska Hargitay, doppiata da Laura Romano.
È a capo dell'unità vittime speciali di New York, lei e Voight diventeranno buoni amici (proveniente da crossover con Law & Order - Unità vittime speciali).
- Detective Amanda Rollins, interpretata da Kelli Giddish, doppiata da Chiara Colizzi.
È una detective del dipartimento di polizia di New York (proveniente da crossover con Law & Order - Unità vittime speciali).
- Detective Fin Tutuola, interpretato da Ice-T, doppiato da Roberto Draghetti.
È un detective italiane e Americane del dipartimento di polizia di New York (proveniente da crossover di Law & Order - Unità vittime speciali).
- Detective Dominic Carrisi  jr., interpretato da Peter Scanavino, doppiato da Christian Iansante.
È un detective italo Americano del dipartimento di polizia di New York (proveniente da crossover di Law & Order - Unità vittime speciali).
- Detective Nicholas Amaro, interpretato da Daniel Pino, doppiato da Paolo De Santis.
È un detective italoamericano del dipartimento di polizia di New York (proveniente da crossover di Law & Order - Unità vittime speciali).

## Produzione
Le prime voci riguardo alla creazione di un possibile spin-off di Chicago Fire sono comparse il 27 marzo 2013, progetto che avrebbe visto sempre Dick Wolf, Michael Brandt e Derek Haas in qualità di showrunner. Il 10 maggio 2013, durante gli upfronts, il network NBC ordinò ufficialmente la serie; due giorni dopo comunicò l'intenzione di trasmettere lo show in midseason.
Il 31 ottobre è stato reso noto che nella serie avverrà un crossover con Law & Order - Unità vittime speciali, questo in un episodio dopo le olimpiadi invernali di febbraio.
Il 31 gennaio 2014, NBC ha deciso di ordinare due episodi aggiuntivi alla prima stagione. Il 19 marzo 2014 la serie è stata poi rinnovata per una seconda stagione. Il 5 febbraio 2015 NBC ha rinnovato la serie anche per una terza stagione. Il 9 novembre 2015 la serie televisiva è stata rinnovata per una quarta stagione, mentre il 10 maggio 2017 viene ulteriormente rinnovata per una quinta. Il 9 maggio 2018 viene rinnovato per una sesta stagione, mentre il 27 febbraio 2019 viene rinnovato per una settima stagione. Il 27 febbraio 2020, la NBC rinnova la serie per altre tre stagioni fino al 2023, ma il 13 marzo 2020 le riprese vengono sospese a causa della pandemia del Coronavirus.

### Casting
I primi attori ad essere stati scritturati nello show furono: Tania Raymonde, nel ruolo di un'agente di polizia di nome Nicole, Kelly Blatz nel ruolo del giovane, ma esperto, agente Elam e Scott Eastwood nel ruolo dell'agente Jim Barnes.
Successivamente si aggiunsero Melissa Sagemiller, nel ruolo della Detective Willhite, e gli attori Jason Beghe, Jon Seda e LaRoyce Hawkins, rispettivamente nel ruolo del Sergente Hank Voight, del Detective Antonio Dawson e dell'agente Kevin Atwater.
Con l'inizio della pre-produzione il cast subì diversi mutamenti; l'attrice Melissa Sagemiller uscì dal cast, invece Jesse Lee Soffer, Patrick Flueger e Sophia Bush subentrarono in qualità di regular.
Gli ultimi attori ad essere stati scritturati furono Marina Squerciati, Elias Koteas e Archie Kao.
Il 20 dicembre 2013, Scott Eastwood e Tania Raymonde decisero di abbandonare la serie per divergenze creative.